# (38764) 2000 RB6
2000 RB6 (asteroide 38764) é um asteroide da cintura principal. Possui uma excentricidade de 0.22235340 e uma inclinação de 10.63203º.
Este asteroide foi descoberto no dia 1 de setembro de 2000 por LINEAR em Socorro.